# Aistė
För andra betydelser, se Aiste.
Aistė är det självbetitlade debutalbumet från den litauiska sångaren Aistė Pilvelytė.
Albumet släpptes som kassett år 2000 och innehåller sex spår på varje sida. Albumet är producerat av Kristijonas Kučinskas och Mindaugas Kazakevičius som båda två även varit med och komponerat musiken till låtarna. Låttexterna är skrivna av Martynas Belobževskis.

## Låtlista

### A
1. "Intro"
2. "Ruduo"
3. "Miestas"
4. "Apgaulinga šviesa"
5. "Saulė"
6. "Lašai"

### B
1. "Aš sugrįšiu"
2. "Sapnai"
3. "Mano mintys"
4. "Vidury nakties"
5. "Toli, toli"
6. "Kai taps tylu"